# Torilis elongata
Torilis elongata é uma espécie de planta com flor pertencente à família Apiaceae.
A autoridade científica da espécie é (Hoffmanns. & Link) Samp., tendo sido publicada em Ann. Acad. Polyt. Porto xiv. 154 (1921).

## Portugal
Trata-se de uma espécie presente no território português, nomeadamente em Portugal Continental.
Em termos de naturalidade é nativa da região atrás indicada.

## Protecção
Não se encontra protegida por legislação portuguesa ou da Comunidade Europeia.